# Гарнье, Шарль (святой)
 Шарль Гарнье́  (фр. Charles Garnier; 25 мая 1606, Париж, Франция — 7 декабря 1649, католическая миссия «Святая Мария среди гуронов», Канада) — святой Римско-Католической Церкви, иезуит, священник, миссионер, мученик.

## Биография

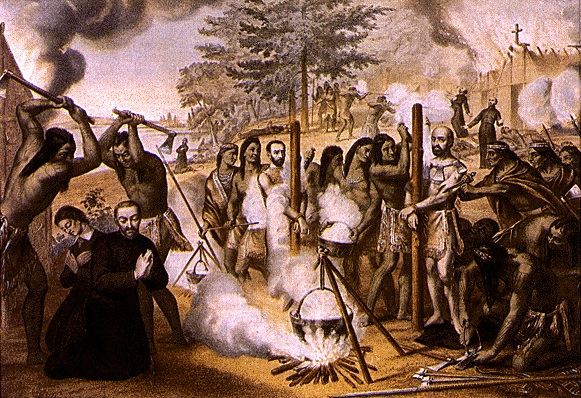
Канадские мученики

В 1624 году Шарль Гарнье вступил в монашеский орден иезуитов. После окончания изучения философии и теологии был рукоположён в священника и отправлен на миссию в Квебек, Канада, куда прибыл 8 апреля 1636 года. В Квебеке занимался миссионерской деятельностью среди индейцев племени гуронов. Погиб 7 декабря 1649 года во время межплеменной войны между гуронами и ирокезами на территории католической миссии «Святая Мария среди гуронов». Его тело было захоронено через два дня на территории миссии в руинах часовни.

## Прославление
Шарль Гарнье был беатифицирован Римским Папой Пием XI в 1922 году и канонизирован тем же римским папой в 1936 году в группе канадских мучеников.
День памяти — 19 октября.

## Источник
- Hugo Hoever SOCist: Żywoty świętych Pańskich. przekład Zbigniew Pniewski. Warmińskie Wydawnictwo Diecezjalne, 1983, стр. 381.